# Elección presidencial de Chile de 1901
La elección presidencial de Chile de 1901 se llevó a cabo en por medio del sistema de electores, y dio por presidente al liberal Germán Riesco.
A fines de 1900 los partidos de gobierno acordaron llamar a una convención para seleccionar su candidato presidencial. Germán Riesco propuso la realización de una convención amplia, que no se limitase a los partidos de gobierno. Si bien varios apoyaron sus declaraciones, algunos la concibieron como una maniobra a favor de Ramón Barros Luco, de quien Riesco era partidario.
El 3 de marzo se realizó la convención amplia. Riesco participó en la primera ronda de votación y al obtener solo 30 sufragios renunció a su candidatura. Los días siguientes pasaron sin que ninguno de los candidatos, Ramón Barros Luco, Fernando Lazcano, Claudio Vicuña y Augusto Matte, consiguiese el 60 % de los votos necesarios para ser elegido. La noche del día 7 se realizó una reunión en la casa de Vicuña, conviniéndose a votar por Riesco.
El día 8, tras la renuncia de Vicuña, Riesco alcanzó 195 votos contra 95 de Lazcano. Tras su victoria Riesco realizó un discurso en donde expuso su programa de gobierno:

La unificación, del partido liberal no es una amenaza para nadie, sino al contrario, un gran bien de que han de sacar provecho el funcionamiento regular de nuestras instituciones, la marcha correcta de la administración del país y el progreso general de la República.
El respeto a la propiedad en todas sus formas y el cumplimiento exacto y severo de las leyes deben ser la base del gobierno y la administración del país.
Nuestras cuestiones internacionales, que durante tantos años han agitado la opinión pública y perturbado el desarrollo del progreso económico del país, habrán de terminar próximamente, en condiciones de afianzar la paz y la confraternidad americanas. (...)
El desarrollo de la instrucción, pública y especialmente de la instrucción primaria es una necesidad de todos sentida. Es menester impulsarla con incansable constancia, por medio de la enseñanza general y por la creación de escuelas profesionales de aprendizaje de comercio, de industrias y de artes. (...)
Alejados de los grandes centros de civilización, necesitamos acercarnos a ellos por el aumento de nuestra marina mercante, que el Gobierno debe proteger con empeño, y por la construcción de ferrocarriles transandinos que faciliten el intercambio de productos y la cordialidad de relaciones con los países vecinos.
Es asimismo una necesidad impostergable extender nuestros ferrocarriles de un extremo a otro de la República, en condiciones de asegurar, sin vicisitudes ni interrupciones, el tránsito de los habitantes y el transporte rápido y barato de los productos del país.(...)
El Gobierno tiene una alta y urgente misión que llenar en la protección discreta de la industria nacional y en el aumento progresivo de su poder de producción.(...)

El desarrollo de la instrucción pública y privada, el mejoramiento de las condiciones higiénicas de las ciudades, el fomento del ahorro, la protección del niño y del obrero y el estudio de las causas de los males sociales para poder reparar con acierto sus efectos constituyen un ineludible deber que cumplir, que se impone a los poderes públicos.(...)

Pedro Montt fue proclamado el 15 de marzo como candidato de la Coalición. La selección de los candidatos provocó una crisis ministerial, pues el presidente Errázuriz insistía en mantener la prescindencia electoral del Ejecutivo, frente a las acusaciones de que favorecería a Riesco por ser pariente suyo y a las presiones liberales para que formase un gabinete solo con elementos de la Alianza. El nuevo ministerio fue censurado a los dos días de su constitución, si bien permaneció en funciones hasta que el 11 de mayo asumió un gabinete encabezado por Aníbal Zañartu, quien recibió el mando de la nación con el título de vicepresidente, por la precaria salud de Errázuriz, que fallecería sin completar su mandato.
La campaña despertó numerosas pasiones doctrinarias. El diario conservador El Porvenir acusaba que Riesco significaba el peligro del predominio del liberalismo filosófico y político, que era condenado por la Iglesia católica. Si bien las autoridades eclesiásticas declararon que aquel diario no era la voz oficial de la Iglesia, se continúo la campaña doctrinaria. El presbítero José María Caro escribió un artículo conocido popularmente como “El riesquismo, ¿es pecado?”, en que llegaba a la conclusión que no era lícito para un católico votar por Riesco.
El conservador Rafael Egaña, partidario de Riesco, le contestó a través de la La Libertad Electoral. Por su parte, el diario radical La Ley acusaba que “El fraile de cualquier marca y, sobre todo el jesuita, es peor mil veces que la lepra, la sarna, la viruela, la peste bubónica y el cólera morbo asiático”. Se llegó al punto de que un cura se negó a darle la absolución a Germán Riesco por su calidad de candidato aliancista.
El resultado de la elección fue de 184 votos para Riesco contra 83 votos para Montt.